# Isaac Barrow
Isaac Barrow (London, 1630. október – London, 1677. május 4.) angol anglikán teológus és matematikus.

## Életpálya
Tanulmányait cambridgei Trinity College-ben 1649-ben fejezte be. Szakmai  látókörének bővítése érdekében 1655-ben Párizsba, 1656-ban Firenzébe, majd  Törökországba utazott, ahol Konstantinápolyban folytatta tanulmányait. 1658-ban Velencén és Németországon keresztül jutott vissza Angliába. Beszélt, olvasott, írt görögül, héberül és latinul. 1960-ban az egyházhoz csatlakozva Cambridge-ben a görög nyelv professzora lett. 1662-től a londoni Gresham College-ba a geometria professzor lett. Visszatért Cambridge-be, de a matematikai tanszék vezetését – akinek tanára volt – Isaac Newtonra engedményezte. 1672–1677 között a Trinity College igazgatója volt. Ő kezdeményezte a kollégium ma is fennálló, ún. Wren könyvtárának az építését.

## Kutatási területei
A matematika, a fizika (optika) és a görög nyelv volt. Az érintő keresésére vonatkozó, 1670-ben publikált módszere alapvetően ma is használatos a differenciálszámításban. Ő volt az első, aki felismerte, hogy az érintő keresése és a görbe alatti terület meghatározása egymásnak inverze.

## Írásai
- 1655-ben latin és angol nyelven került kiadásra Eukleidész elmélete című munkája
- 1964-ben jelent meg előadásainak gyűjteménye, Lectiones Mathematicae címen
- 1667-ben Arkhimédész munkásságát elemezte

Tudományos munkája mellett egyházi témájú dolgozatai is voltak (Expositions a hitvallás, a Miatyánk, Tízparancsolat, és a szentségek).

## Szakmai sikerek
A Holdon krátert nevezték el róla.